# Liste der denkmalgeschützten Objekte in Altschwendt
Die Liste der denkmalgeschützten Objekte in Altschwendt enthält die denkmalgeschützten, unbeweglichen Objekte der Gemeinde Altschwendt im Bezirk Schärding (Oberösterreich).

## Denkmäler
| Foto |                 | Denkmal                                                           | Standort                                     | Beschreibung | Metadaten |
| ---- | --------------- | ----------------------------------------------------------------- | -------------------------------------------- | --- | --- |
| ja   | Datei hochladen | Pfarrhof HERIS-ID: 70643 Objekt-ID: 83765                         | Altschwendt 22 Standort KG: Altschwendt      | Das zweigeschoßige Gebäude mit Schopfwalmdach wurde 1850 erbaut und 1980 restauriert. | BDA-Hist.: Q38125600 Status: § 2a Stand der BDA-Liste: 2025-06-30 Name: Pfarrhof GstNr.: .34/4 Pfarrhof Altschwendt                                            |
| ja   | Datei hochladen | Kath. Pfarrkirche hl. Maximilian HERIS-ID: 52010 Objekt-ID: 57923 | Altschwendt 29, bei Standort KG: Altschwendt | In der Hofmark Altschwendt befand sich ursprünglich nur eine Kapelle, die der hl. Einsiedlerin Maria von Ägypten geweiht war, da der Ort zur Pfarre Raab gehörte. Die Kirche in Altschwendt wurde 1841 gegen den Willen der Pfarre Raab errichtet. 1849 wurde die Pfarrkirche in Altschwendt von dem Linzer Bischof Rudigier eingeweiht. | BDA-Hist.: Q25166599 Status: § 2a Stand der BDA-Liste: 2025-06-30 Name: Kath. Pfarrkirche hl. Maximilian GstNr.: .34/3 Pfarrkirche hl. Maximilian, Altschwendt |